# Tom Simpson (Radsportler)

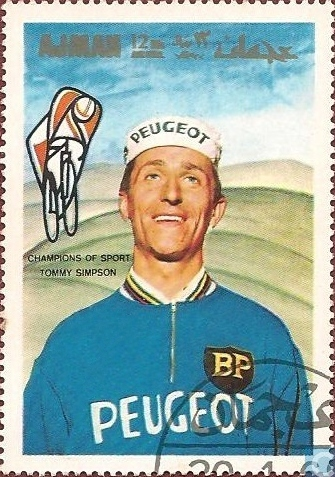
Tom Simpson auf einer Briefmarke aus den Vereinigten Arabischen Emiraten

Tom Simpson (* 30. November 1937 in Haswell, County Durham; † 13. Juli 1967 am Mont Ventoux) war ein englischer Radrennfahrer.

## Leben

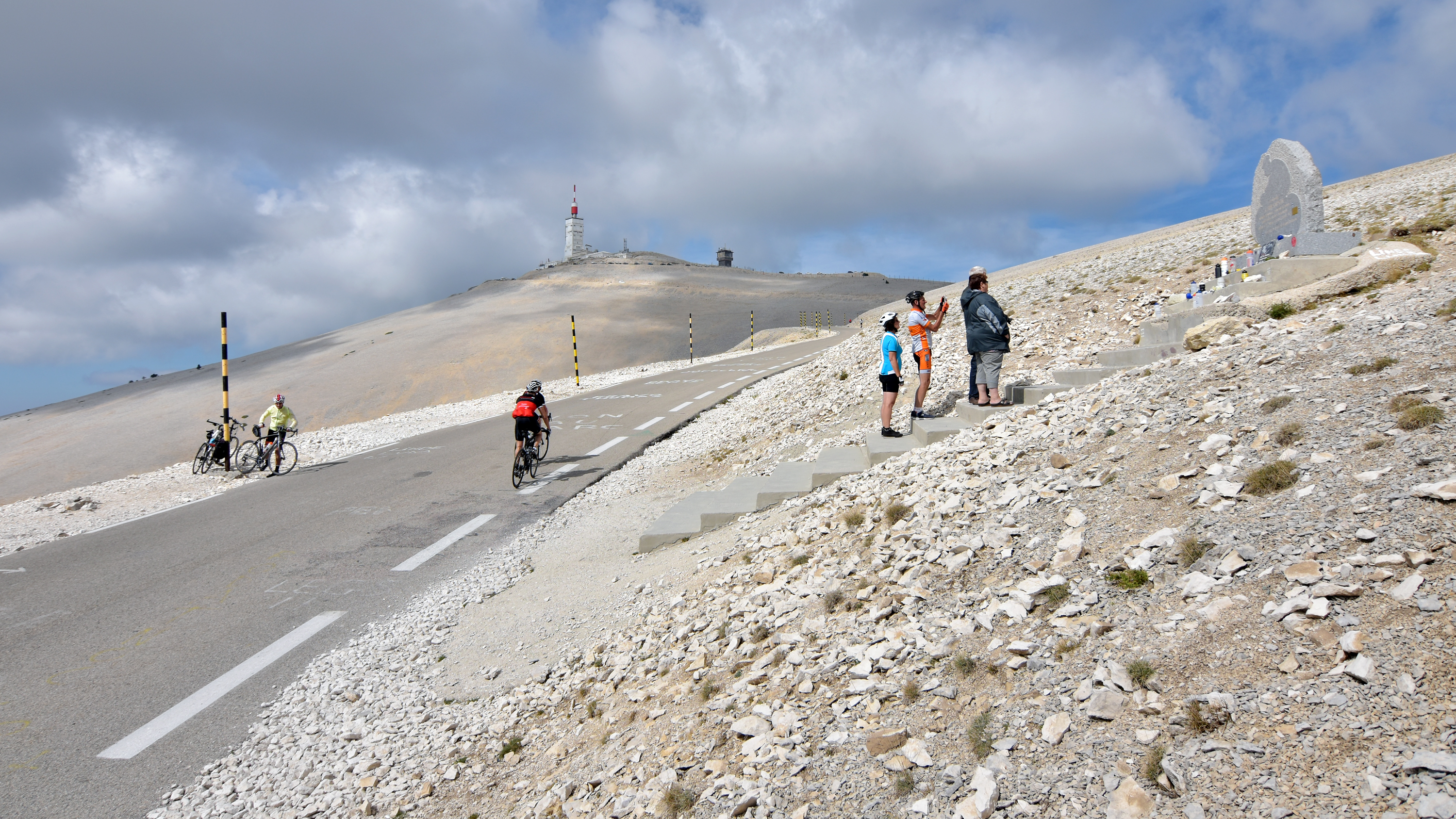
Hobby-Radsportler am Tom-Simpson-Gedenkstein

Simpson galt als einer der besten britischen Radprofis. Als Amateur gewann er 1956 bei den Olympischen Sommerspielen in Melbourne die Bronzemedaille in der Mannschaftsverfolgung. 1957 gewann er einen nationalen Titel, als er im Bergzeitfahren die britische Meisterschaft gewann. 1960 siegte er im Bergzeitfahren am Mont Faron und wurde Sieger des Etappenrennens Tour du Sud-Est.
Simpson war 1962 der erste Brite, der das Gelbe Trikot der Tour de France getragen hatte. Gleichfalls als erster Brite gewann Simpson im spanischen Lasarte 1965 die Straßenrad-Weltmeisterschaft (vor dem Deutschen Rudi Altig). Tom Simpson startete mehrfach bei den UCI-Weltmeisterschaften im Straßenfahren für die britische Nationalmannschaft.
Neben seinem Titel von 1965 erreichte er weitere vordere Platzierungen: 1959 wurde er im niederländischen Zandvoort Vierter, 1961 in Bern Neunter und 1964 im französischen Sallanches nochmals Vierter-
Der Klassikerjäger holte außerdem Siege bei drei der fünf Monumente des Radsports: 1961 gewann er die Flandern-Rundfahrt, 1964 Mailand-San Remo und 1965 die Lombardei-Rundfahrt. 1965 siegte er im längsten britischen Eintagesrennen London to Holyhead.
Zu trauriger Berühmtheit gelangte Simpson durch seinen Tod an den Hängen des Mont Ventoux während der Tour de France 1967. Er lag im Gesamtklassement zwar etwas zurück, hatte aber die Hoffnung, durch einen Angriff an diesem Tage das Blatt zu wenden. Er ging zunächst in Führung, wurde dann aber überholt. Kurz vor Erreichen des Gipfels kollabierte Simpson, stieg noch einmal aufs Rad, um wenige Augenblicke später wegen Herzstillstands erneut das Bewusstsein zu verlieren. Trotz sofortiger Herz-Lungen-Wiederbelebungsversuche starb er noch am Rand der Straße.
Ein Journalist, der nicht vor Ort war, hat ihm später die letzten Worte „Setzt mich wieder auf mein Rad“ zugeschrieben. Auch wenn dieses Zitat nicht tatsächlich ausgesprochen wurde, hat es dennoch einige Bekanntheit erlangt.

## Todesursache und Nachleben

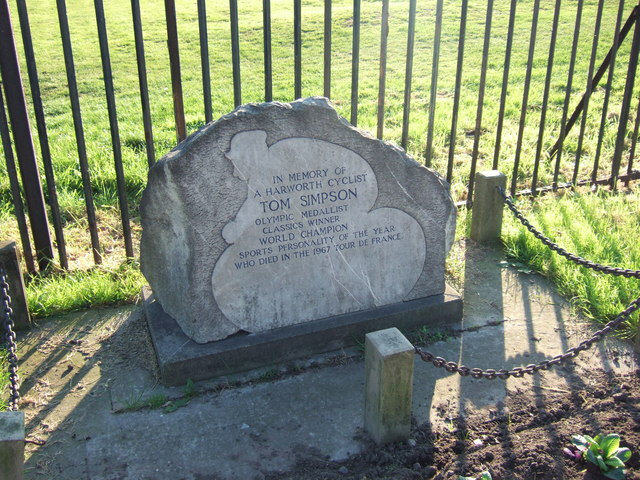
Gedenkstein in Harworth

Im Nachhinein wurde ermittelt, dass Simpson Aufputschmittel (Amphetamin) und Alkohol zu sich genommen hatte. Der Obduktionsbefund ergab Dehydratation. Ein Jahr zuvor waren erstmals Doping-Kontrollen bei der Tour vorgenommen worden. Schon 1965 hatte Simpson in einem Interview mit der Zeitschrift The People zugegeben zu dopen, was damals niemand schockierend oder aufsehenerregend fand.
Heute steht ein Gedenkstein an der Stelle, an der er kollabierte. Dort lassen viele Radfahrer, die den Mont Ventoux in Angriff nehmen, etwas zurück (Trinkflaschen etc.).
Im September 2017 enthüllte Bradley Wiggins in dessen Geburtsort Haswell einen Gedenkstein für Tom Simpson, der in diesem Jahr 80 Jahre alt geworden wäre. Wiggins: „He was my hero.“ Eine Büste von Simpson steht im Genter Kuipke, eine Erinnerungstafel gibt es im französischen Bédoin. Ein weiterer Gedenkstein, Replica des Steins vom Mont Ventoux, befindet sich in Harworth.
Bereits 1981 veröffentlichte die Berliner Band Engerling auf der LP Tagtraum ihren Titel Tommy Simpson.
Zwei Jahre nach dem Tod von Tom Simpson heiratete seine Witwe Barry Hoban, ebenfalls Radrennfahrer und ein Teamkollege von Simpson bei der Tour.

## Auszeichnungen
- 1965 wurde er zur BBC Sports Personality of the Year, zum Sportler des Jahres in Großbritannien, gewählt.